# Давид ди Донателло 1956
1-я церемония вручения наград премии «Давид ди Донателло» состоялась 5 июля 1956 года, в Риме в Cinema Fiamma.

## Лауреаты и победители

### Лучший режиссёр
- Джанни Франчолини — Римские рассказы

### Лучший продюсер
- Анджело Риццоли — Большие манёвры (ex aequo)
- Гоффредо Ломбардо — Хлеб, любовь и... (ex aequo)
- Жак Бар и Николо Теодоли — Римские рассказы (ex aequo)

### Лучшая женская роль
- Джина Лоллобриджида — Самая красивая женщина в мире

### Лучшая мужская роль
- Витторио Де Сика — Хлеб, любовь и...

### Лучший иностранный продюсер
- Уолт Дисней — Леди и Бродяга

### Targa d’oro
- Стюарт Грейнджер
- Джин Симмонс